# Apiosordaria spinosa
Apiosordaria spinosa är en svampart som först beskrevs av Cailleux, och fick sitt nu gällande namn av J.C. Krug, Udagawa & Jeng 1983. Apiosordaria spinosa ingår i släktet Apiosordaria och familjen Lasiosphaeriaceae.   Inga underarter finns listade i Catalogue of Life.